# Volkan Şen
Volkan Şen (* 7. Juli 1987 in Bursa) ist ein türkischer Fußballspieler.

## Karriere

### Vereine
Şen spielte in der Jugend für Bursa Merinosspor und TSE Arabayatağıspor. 2005 wechselte er als professioneller Spieler zum Erstligisten Bursaspor. Für eine Saison verlieh ihn Bursaspor an seinen früheren Jugendverein Bursa Merinosspor.
Sein erstes Spiel für Bursaspor in der Turkcell Süper Lig machte Şen am 12. August 2007 gegen Denizlispor und sein erstes Tor erzielte er am 1. Dezember 2007 gegen Kasımpaşa Istanbul. In der Saison 2009/10 wurde er mit Bursaspor türkischer Meister. Er selbst hatte einen großen Anteil an diesem Erfolg. In 27 Spielen erzielte Volkan sechs Tore und bereitete sieben Tore vor. Am 28. August 2011 wechselte Şen zu Trabzonspor.
Beim Spiel gegen Çaykur Rizespor am 26. August 2013 stritt sich Şen mit mindestens vier eigenen Zuschauern, die ihn beleidigten. Daraufhin verließ er weinend das Spielfeld, ohne ausgewechselt worden zu sein. Wegen undisziplinierten Verhaltens suspendierte der Cheftrainer Mustafa Reşit Akçay Şen zusammen mit dessen Teamkameraden Batuhan Karadeniz aus dem Mannschaftskader.
Im Frühjahr 2014 kehrte Şen zu seinem alten Verein Bursaspor zurück. Bei seinem Heimatverein gelang es ihm in der Saison 2014/15 durch die gezielte Förderung vom neuen Trainer Şenol Güneş wieder an seine alten Leistungen anzuknüpfen und diese zu überbieten. So beendete er die Saison mit 12 Toren in 30 Ligaspielen und wurde aufgrund seiner Saisonleistung von einer Vielzahl von türkischen Sportjournalisten als einer der besten Mittelfeldspieler der abgelaufenen Saison bewertet.
Nachdem bei Bursaspor im Sommer 2015 Şens Förderer Güneş den Verein verlassen hatte und durch Ertuğrul Sağlam ersetzt wurde, äußerte Şen seinen Wunsch den Verein ebenfalls verlassen zu wollen. Daraufhin wurde er aus dem Kader suspendiert. Nach diesen Entwicklungen bemühten sich die im türkischen Fußball als die drei Großen bekannten Vereine Beşiktaş Istanbul, Galatasaray Istanbul und Fenerbahçe Istanbul um eine Verpflichtung Şens. Nachdem sich erst Beşiktaş und anschließend Galatasaray intensiv um eine Verpflichtung des Mittelfeld-Allrounders bemühten, einigte sich Fenerbahçe am 14. August 2015 mit Bursaspor und Şen und schloss den Wechsel ab.
Zur Saison 2017/18 wurde der Vertrag zwischen Şen und Fenerbahçe Istanbul aufgelöst. Gegen Ende der Sommertransferperiode 2017 wurde er von seinem früheren Verein Trabzonspor verpflichtet. Nach bereits einer halben Saison verließ Şen Trabzon und wechselte zu Konyaspor.
Nachdem Şen die Saison 2018/19 beschäftigungslos geblieben war, unterschrieb er im Sommer 2019 beim Zweitligisten Adana Demirspor einen Zweijahresvertrag.

### Nationalmannschaft
Şen gab sein Debüt für die Türkei am 3. März 2010 im Freundschaftsspiel gegen Honduras.
Bei der Fußball-Europameisterschaft 2016 in Frankreich wurde er in das türkische Aufgebot aufgenommen. Im Auftaktspiel gegen die kroatische Nationalmannschaft wurde er beim Stand von 0:1 zur Halbzeit eingewechselt. Danach kam er noch einmal gegen Tschechien zum Einsatz und stand sogar in der Startelf. Nach den drei Gruppenspielen war das Turnier für das Team beendet.

## Erfolge
- Türkischer Meister mit Bursaspor in der Saison 2009/10